# NGC 3072
NGC 3072 (другие обозначения — ESO 566-33, MCG -3-26-1, PGC 28749) — галактика в созвездии Гидра.
Этот объект входит в число перечисленных в оригинальной редакции «Нового общего каталога».
В галактике вспыхнула сверхновая SN 2007aw типа Ic, её пиковая видимая звездная величина составила 18,1.